# Кудузович, Лина
Лина Кудузович (слов. Lina Kuduzović, род. 30 декабря 2002) — словенская певица, участница Детского конкурса песни Евровидения 2015.

## Биография
Лина родилась 30 декабря 2002 года в Любляне, Словения. Она соревновалась на конкурсах на протяжении всей своей музыкальной карьере и выиграла множество наград. В 2010 году, когда ей было всего 7 лет, Лина выиграла первый сезон шоу «Словения ищет таланты» (словен. Slovenija ima talent).

## Детское Евровидение 2015
4 октября 2015 года Лина была объявлена победителем отбора на Детское Евровидение и получила право представлять Словению на Детском Евровидении с песней «Prva ljubezen».
21 ноября состоялся финал, на котором Лина выступала под номером 3 и заняла третье место с 112 очками. Это является лучшим результатом Словении за всю историю её участия на конкурсе. Самый высокий балл для страны (10) она получила от Армении и Украины.